# Charles Alexander Elliott Cadell
Charles Alexander Elliott Cadell, britanski general, * 30. maj 1888, † 2. februar 1951, Jersey.